# Wyssokototschnyje Kompleksy
Wyssokototschnyje Kompleksy (russisch Высокоточные комплексы, deutsche Translation Hochpräzise Systeme) ist eine russische Holdinggesellschaft für mehrere Unternehmen der Rüstungsindustrie. Wyssokototschnyje Kompleksy ist Teil des staatlichen Rostec-Konzerns.
Zu den Produkten des Konzerns gehören Raketen-Systeme, Panzerabwehrwaffen, präzisionsgelenkte Artilleriegranaten, Kleinwaffen und Waffensysteme für Schützenpanzer.
Von 2009 bis 2019 war das Tulaer Waffenwerk in die Konzernstrukturen von Wyssokototschnyje Kompleksy eingebunden. Die Anteile von Wyssokototschnyje Kompleksy am Tulaer Waffenwerk wurden im Oktober 2019 an das Unternehmen ZK-USSP verkauft.
Nach Schätzungen von SIPRI betrug der erzielte Umsatz von Wyssokototschnyje Kompleksy im Jahr 2018 rund 2,7 Milliarden US-Dollar.

## Internationale Sanktionen
Im März 2022 wurde Wyssokototschnyje Kompleksy von der Europäischen Union sanktioniert.

## Tochtergesellschaften
Zu den Tochtergesellschaften von Wyssokototschnyje Kompleksy gehören:
- Degtjarjowwerk
- Konstruktionsbüro für Gerätebau
- KB Maschinostrojenija
- Kurganmaschsawod